# Angus Mortimer
Angus Mortimer (Ottawa, 4 de septiembre de 1985) es un deportista canadiense que compitió en piragüismo en la modalidad de aguas tranquilas. Ganó tres medallas en los Juegos Panamericanos de 2007.

## Palmarés internacional
| Juegos Panamericanos | Juegos Panamericanos    | Juegos Panamericanos | Juegos Panamericanos |
| Año                  | Lugar                   | Medalla              | Competición          |
| -------------------- | ----------------------- | -------------------- | -------------------- |
| 2007                 | Río de Janeiro (Brasil) | Medalla de oro       | K1 1000 m            |
| 2007                 | Río de Janeiro (Brasil) | Medalla de plata     | K1 500 m             |
| 2007                 | Río de Janeiro (Brasil) | Medalla de plata     | K4 1000 m            |